# マルクス・クラウディウス・マルケッルス (紀元前196年の執政官)
マルクス・クラウディウス・マルケッルス（Marcus Claudius Marcellus、紀元前236年頃 - 紀元前177年）は、共和政ローマのプレブス（平民）出身の政治家・軍人。紀元前196年に執政官（コンスル）を務めた。執政官を5回務め「ローマの剣」と称された、同名のマルクス・クラウディウス・マルケッルスの息子である。第二次ポエニ戦争に従軍し、父が戦死した戦いにも参加している。戦争が終わった紀元前198年、マルケッルスは法務官（プラエトル）に就任し、シキリア属州の総督を務めた。執政官就任の前年の紀元前197年に第二次マケドニア戦争が終了し、マルケッルスは勝利の栄誉を得ることはできなかった。しかし、ガリア・キサルピナでガリア人と戦い、インスブリ族に勝利してコムム（現在のコモ）を占領した。
マルケッルスはハンニバルの引渡しを求めてカルタゴへ派遣された使節に加わっていたとの説がある。マルケッルスの経歴の頂点は、紀元前189年の監察官（ケンソル）就任である。同僚監察官はティトゥス・クィンクティウス・フラミニヌスであった。主な政敵はマニウス・アキリウス・グラブリオとマルクス・ポルキウス・カト・ケンソリウス（大カト）であった。

## 生涯

### 出自
マルケッルスはプレブスであるクラウディウス氏族の出身である。クラウディウス氏族にはパトリキ（貴族）の家系もあるが、初期においては近い関係にあった。クラウディウス・マルケッルス家からマギステル（上位の公職）就任者が出た時期でも、クラウディウス・クラッスス家のクリエンテス（被護者）であった。マルケッルスのコグノーメン（家族名）は、プラエノーメン（個人名）のマルクスに由来するが、プルタルコスによれば、その語源はローマの軍神であるマルスである。マルケッルスのコグノーメンを最初に名乗ったのは、紀元前331年の執政官マルクス・クラウディウス・マルケッルスである。
マルケッルスは第二次ポエニ戦争の英雄の一人である同名のマルクス・クラウディウス・マルケッルスの息子である。

### 初期の経歴
マルケッルスに関する最初の記録は、父が按察官（アエディリス）を務めていた際のものである。正確な日付は不明であるが、R. Broughton（en、1900 – 1993）は紀元前226年のことと推定している。そのときの平民按察官または護民官であったガイウス・スカンティニウス・カピトリヌスが、息子のマルケッルスに性的行為をしようとした。これに対して父のマルケッルスは裁判を起こした。カピトリヌスは全てを否定したが、プルタルコスによると元老院は裁判中に涙を浮かべた少年の方を信じ、カピトリヌスに罰金刑を言い渡した。この判決に感謝した父のマルケッルスは、銀の酒盃を作成して神々に奉納した。
マルケッルスが次に記録に現れるのは第二次ポエニ戦争中の紀元前208年である。マルケッルスは彼の父が率いる軍のトリブヌス・ミリトゥム（1軍団の6名の高級士官）として、アプリアでハンニバルと対峙した。両軍は木の生えた丘陵地帯を隔てただけの距離でにらみ合っていた。父マルケッルスは、自らが偵察を行うこととし、騎兵250騎を率いたが、そこには同僚執政官のティトゥス・クィンクティウス・クリスピヌス、息子のマルケッルスおよび他のトリブヌス・ミリトゥム、2人の同盟国軍の指揮官も含まれていた。まさにこの日にカルタゴ軍のヌミディア騎兵が丘陵地帯で待ち伏せをしており、ローマ軍偵察部隊に対して奇襲をかけてきた。ローマ軍の戦死者は40人であったが、戦死者にはトリブヌス・ミリトゥム一人、同盟軍指揮官一人、そして父マルケッルス自身が含まれていた。クリスピヌスと息子マルケッルスは負傷したものの脱出に成功したが、クリスピヌスは数日後に死亡した。
プルタルコスによると、ハンニバルは父マルケッルスの遺体を火葬し、その遺灰を息子に送った。息子マルケッルスは、父の葬儀においてその遺灰を前に演説したが、その演説原稿は少なくともグラックス兄弟の時代（紀元前2世紀中頃）まで残っていた。何れにせよ、この演説はルキウス・コエリウス・アンティパテル（en）の年代記の資料として使われている。
紀元前205年、マルケッルスは父が最初に執政官に就任した際（紀元前222年）に約束していた、「名誉と徳の神殿」（Templum Honoris et Virtutis）の奉献式を実施した。

### 政治家としての経歴
紀元前204年、マルケッルスは護民官に就任するが、これが最初のマギステル（高位官職）であった。このときに、プブリウス・コルネリウス・スキピオ（後のスキピオ・アフリカヌス）は、カルタゴに対して決定的な一撃を与えるために、アフリカに上陸する準備をしていた。ところがスキピオ軍の一部がロクリで騒動を起こすという事件が起き、スキピオの元老院の政敵達は、調査のために特別委員会を立ち上げ、スキピオが滞在しているシキリア属州に派遣した。マルケッルスも、同僚護民官のマルクス・キンキウス・アリメントゥスとともにその一人に選ばれた。彼らの任務は、必要とあればスキピオを逮捕することであり、もしスキピオが既にアフリカに出帆していたならば、呼び戻すことであった。しかし、スキピオ軍の遠征準備が整っていたため、元老院はこれに満足し、スキピオに有利な判決を出した。
紀元前200年、マルケッルスは上級按察官（アエディリス・クルリス）に就任した。同僚はパトリキ出身のセクストゥス・アエリウス・パエトゥス・カトゥスであった。マルケッルスはローマ市民に対して1モディウス（8.74 L）あたり2アスという安い値段で穀物を提供し、ルディの競技会（en）を何度か開催し、罰金の収入でサートゥルヌス神殿に5体の銅像を奉納した。紀元前198年には法務官（プラエトル）となり、シキリア属州に総督として赴任した。
紀元前196年に執政官に就任。同僚執政官はパトリキ出身のルキウス・フリウス・プルプレオであった。この時点で、第二次マケドニア戦争は公式には終了していなかった。前執政官（プロコンスル）として引き続き軍を指揮していたティトゥス・クィンクティウス・フラミニヌスは、前年のキュノスケファライの戦いでピリッポス5世に勝利し、停戦条約を結んでいた。紀元前197年から紀元前196年にかけての冬、マケドニアの外交使節団がローマに来訪し、最終的な講和の交渉が行われていた（ピリッポスのギリシア全土から撤退、征服したトラキアと小アジアの放棄、賠償金の支払いと海軍の降伏）。にもかかわらず、両執政官はマケドニア出征を望み、各指揮官に対して担当戦域を割り当てるよう求めた。
特にマルケッルスは担当戦域を割り当てられることを望んだ。ピリッポス王は目をそらすために言葉では同意し、その後直ちに戦争を再開するであろう。この条約はピリッポスが撤兵することだけを求めているとして、元老院を非難した。
ティトゥス・リウィウス『ローマ建国史』、XXXIII, 25, 5.
しかし、ローマ市民はマルケッルスを支持せず、全てのトリブス民会が講和に賛成した。結果として、両執政官はイタリア半島での軍事行動を担当することとなった。
マルケッルスとその軍は、北イタリアからガリア人支配地域に侵入し、戦闘に突入した。ローマ軍はガリア軍の奇襲を受け、深刻な損害を受けたが、その後の戦闘では勝利した。マルケッルスはインスブリ族に勝利し、主要な都市であったコムムに加え、28箇所の砦を占領した。この後、プルプレオの軍と合流し、勝利を重ねた。ティトゥス・リウィウスによると「敵で生き残ったものは殆どいなかったため、敗北の報告すら伝わらず」、オロシウスはマルケッルスとプルプレオは「裏切った部族全体を、最後の一人まで剣と炎で殲滅した」と記載している。現代の研究では、これら古代の記録は誇張であると考えられている。ガリア人との戦いは、この後何年も続いており、この勝利に対する凱旋式も実施されていない。マルケッルス自身はローマに戻って凱旋式を実施してはいるが、それはインスブリ族に対する勝利に対するものであった。
執政官在任中に、マルケッルスはガイウス・センプロニウス・トゥディタヌスの死去によって神祇官（ポンティフェクス）に選ばれた。マルケッルスの名前はカルタゴに派遣された使節の中にも見える。カルタゴの反ハンニバル派が「ハンニバルがセレウコス朝のアンティオコス3世と同盟している」とローマに訴えたため、マルケッルス、クィントゥス・テレンティウス・クレオ、グナエウス・セルウィリウス・カエピオがカルタゴに派遣されている。彼らはカルタゴ政府に対してハンニバルの身柄引渡しを求めた。しかし、ハンニバルはローマ使節の来訪を知ると、カルタゴを脱出した。コルネリウス・ネポスは、この出来事を紀元前196年としているが、そうであれば別人（例えば、彼の兄弟で紀元前183年の執政官であるマルクス・クラウディウス・マルケッルス）であるが、リウィウスはこれを紀元前195年としており、そうであればマルケッルス本人の可能性がある。
マルケッルスは紀元前193年にも、執政官ルキウス・コルネリウス・メルラのレガトゥス（副官）としてイタリアの北部国境に派遣され、分遣隊を率いて戦っている。この作戦は勝利に終わった。しかしながら、元老院議員にあてた個人的な手紙の中で、マルケッルスはメルラの行動を非難している。これによれば、予備兵力の投入が遅れまた騎兵の運用が稚拙であったため、決戦の勝利が遅れたとしている。メルラがローマに戻った後、マルケッルスはその軍の指揮を引き継いだ。

## 監察官
マルケッルスは紀元前189年の監察官に立候補した。この選挙は激しいものとなった。マルケッルスの他には、ティトゥス・クィンクティウス・フラミニヌス、ルキウス・ウァレリウス・フラックス、マルクス・ポルキウス・カト（大カト）、マニウス・アキリウス・グラブリオ、プブリウス・コルネリウス・スキピオ・ナシカが立候補した。リウィウスは「監察官の地位そのものは激しい競争を引き起こすものではなかったが、他の原因で選挙は苛烈なものになった」とする。現代の歴史家は、これはスキピオ・アフリカヌスと大カトを支持するグループの政争であったと考えている。
V. Kvashninによれば、スキピオ・ナシカはグラブリオとペアを組み、カトはフラックスと組んだ。そして第三極としてマルケッルスとフラミニヌスのペアがあった。最も有利とされていたグラブリオはローマ・シリア戦争での戦利品を隠匿したと、護民官プブリウス・センプロニウス・グラックスとガイウス・センプロニウス・ルトゥルスに訴えられた。カトはその証人となりグラブリオの立候補を取りやめさせたが、同時に妥協も行った。結果として、マルケッルスがプレブス出身の候補者として有利となり、フラミニヌスとともに当選した。
グラブリオに対する告発は、実際にはマルケッルスとフラミニヌスによるものであったとの仮説がある。ドイツの歴史家Dietmar Kinastによると、リウィウスが「彼ら（ノビレス、パチリキ・プレブスにかかわらず、当時の支配階級）はノウス・ホモ（先祖に高位官職者をもたないもの。グラブリオはアキリウス氏族で最初の執政官）が自分より先に進むことを懸念していた」とし、このために裁判を思いついたとしている。彼らの利益のためには、ロストラ（演壇）に立つ市民や第二次ポエニ戦争の最初の年からマルケッルスのパトロンであったカトでさえも、行動することができた。カトは故意に自分を（証人として）露出させ、グラブリオに打撃を与えた。Kvashninは、カトは自身が証人となるように強制することができたとしている。
監察官に当選したマルケッルスとフラミニヌスは、その職務として元老院議員の名簿を改訂したが、名簿から除外されたものは4名に留まった。また名簿のトップにスキピオ・アフリカヌスを置いた。エクィテス（騎士階級）名簿の見直しは「かなり寛大に」行い、カピトリヌスの丘を要塞化し、ローマ市内の道路を舗装した。カンパニア人もローマで統計し成年男子人口258,318人であった。
紀元前186年、マルケッルスは元老院によるバッカス祭の布告に関する証人の一人となっている。紀元前177年に死去した。

### 子孫
執政官を三度務めたマルクス・クラウディウス・マルケッルスは彼の息子であり、神祇官の地位も父から受け継いでいる。

## 参考資料

### 古代の資料
- ウァレリウス・マクシムス "Factorum ac dictorum memorabilium libri IX"
- コルネリウス・ネポス『外国の名将たち』
- ティトゥス・リウィウス『ローマ建国史』
- オロシウス『異教徒に反駁する歴史』
- プルタルコス『対比列伝』
- ポリュビオス『歴史』

### 研究書
- Kvashnin V. State and legal activity of Marcus Porcius Cato the Elder. - Vologda: Russia, 2004. - 132 p.
- Korablev I. Hannibal. - M .: Science, 1981. - 360 p.
- Rodionov E. Punic Wars. - St. Petersburg. : SPbGU, 2005. - 626 p. - ISBN 5-288-03650-0 .
- Trukhina N. Politics and politics of the "golden age" of the Roman Republic. - M .: Publishing house of the Moscow State University, 1986. - 184 p.
- Broughton R. Magistrates of the Roman Republic. - New York, 1951. - Vol. I. - P. 600.
- Kienast D. Cato der Zensor. Seine Persönlichkeit und seine Zeit. - Heidelberg: Quelle & Meyer, 1954. - 170 p.
- Münzer F. Claudius Marcellus // Paulys Realencyclopädie der classischen Altertumswissenschaft . - 1899. - Bd. IV, 1. - Kol. 1358-1361.
- Münzer F. Claudius 222 // Paulys Realencyclopädie der classischen Altertumswissenschaft . - 1899. - Bd. IV, 1. - Kol. 2755-2757.